# The Road to Hell
The Road to Hell (englisch: Der Weg zur Hölle) ist eines der bekanntesten Studioalben des englischen Sängers Chris Rea aus dem Jahr 1989. Zum ersten Mal erreichte Rea die Spitzenposition der britischen Albumcharts und konnte dies mit seinem folgenden Album Auberge wiederholen. Als Singles wurden der gleichnamige Titelsong in einer gekürzten Version sowie That’s What They Always Say, Tell Me There’s a Heaven und Texas ausgekoppelt. Dabei ist der Titelsong sein bislang einziger Top-Ten-Singlehit in England (#10). In den deutschen Singlecharts konnte sich Chris Rea lediglich mit der Single The Road to Hell (auf Platz 35) platzieren.
Chris Rea setzte sich auf diesem Album mit den Themen Umweltzerstörung und soziale Kälte (The Road to Hell, Looking for a Rainbow, That’s What They Always Say, Texas), Kritik am Fernsehen (You Must Be Evil) und seinem Hobby Motorsport (Daytona) auseinander.

## Titelliste
1. „The Road to Hell (Part 1)“
2. „The Road to Hell (Part 2)“
3. „You Must Be Evil“
4. „Texas“
5. „Looking for a Rainbow“
6. „Your Warm and Tender Love“
7. „Daytona“
8. „That's What They Always Say“
9. „I Just Wanna Be with You“
10. „Tell Me There's a Heaven“

## Musikvideo
Zu dem Lied Texas wurde ein Musikvideo gedreht, das sich mit den politischen Veränderungen in Deutschland auseinandersetzt. In dem Video geht es um eine Familie aus der DDR, die nach dem Mauerfall nach Texas auswandert und damit ihre alte Heimat verlässt. Im Gegenzug dazu wird noch eine westdeutsche Familie gezeigt, dadurch werden die sozialen Unterschiede in Deutschland Ost und West gezeigt.

## Chartplatzierungen
| ChartsChartplatzierungen     | Höchstplatzierung | Wochen |
| ---------------------------- | ----------------- | ------ |
| Deutschland (GfK)            | 3 (38 Wo.)        | 38     |
| Österreich (Ö3)              | 2 (26 Wo.)        | 26     |
| Schweiz (IFPI)               | 6 (27 Wo.)        | 27     |
| Vereinigtes Königreich (OCC) | 1 (79 Wo.)        | 79     |